# Kenta Suga
Kenta Suga (須賀 健太 Suga Kenta?,  Edogawa, Tokio, 19 de octubre de 1994) es un actor japonés, afiliado a Horipro. Previamente estuvo afiliado a Central Group, pero abandonó la agencia en 2012. Desde su debut en 1998, ha aparecido en decenas de series de televisión, películas y obras de teatro.

## Filmografía

### Televisión
| Año  | Título                                        | Papel                     | Cadena   | Notas                       |
| ---- | --------------------------------------------- | ------------------------- | -------- | --------------------------- |
| 1999 | Suzuran                                       | Ienoko Morikawa           | NHK      | Episodio 49                 |
| 2000 | Kamen Rider Kūga                              | Niño                      | TV Asahi |                             |
| 2002 | Hitoniyasashiku                               | Akira Igarashi            | Fuji TV  |                             |
| 2002 | Ninpū Sentai Hurricaneger                     | Shohei                    | TV Asahi | Episodio 16 a 18            |
| 2002 | Tenshi no Utagoe: Shōni Byōtō no Kiseki       | Kazuma Yanasegawa         | Fuji TV  |                             |
| 2003 | Diamond Girl                                  | Mamoru Takemiya           | Fuji TV  | Episodio 2                  |
| 2003 | Dōbutsu no Oisha-san                          | Takumi Nakai              | TV Asahi | Episodio 4                  |
| 2003 | Kansatsu-i Hazuki Shinomiya Shitaihakataru    | Tsubasa Minakami          | TV Tokyo | Episodio 3                  |
| 2003 | Mukotono 2003                                 | Masaru Yoshikawa          | Fuji TV  | Episodios 8 y 9             |
| 2003 | Mikkai no Yado                                | Shota Kuwano              | TV Tokyo |                             |
| 2003 | Victory! Foot Girls no Seishun                | Tenitsu Tarada            | Fuji TV  |                             |
| 2003 | Aibō                                          | Masahiko Odajima          | TV Asahi | Temporada 2, episodio 9     |
| 2004 | Kinō no Tomo wa Kyō no Teki?                  | Yosuke Hidaka             | NHK      |                             |
| 2004 | Fire Boys: Megumi no Daigo                    | Yuki Hira                 | Fuji TV  | Episodio 6                  |
| 2004 | Zeimu Chōsakan Madogiwa Tarō no Jiken-bo      | Yuichi Tazawa             | TBS      | Episodio 11                 |
| 2004 | Yonimo Kimyōna Monogatari                     | Boy                       | Fuji TV  |                             |
| 2004 | Division 1                                    | Hiroshi Tateno            | Fuji TV  |                             |
| 2004 | Ōoku                                          | Tokumatsu                 | Fuji TV  | Episodio 2 a 4              |
| 2005 | Start Line: Namida no Sprinter                | Nobuhiro Tsuchihashi      | Fuji TV  |                             |
| 2006 | Kuitan 2                                      | Kindaichi (Hajime Kaneda) | NTV      |                             |
| 2006 | Sengoku Jieitai: Sekigahara no Tatakai        | Niño guerrero             | NTV      |                             |
| 2006 | Boku no Aruku Michi                           | Kotaro Otake              | Kansai   |                             |
| 2007 | Jūken Sentai Gekiranger                       | Shinichi                  | TV Asahi | Episodio 31                 |
| 2007 | Suisei Monogatari                             | Kiyota Shirota            | TBS      |                             |
| 2007 | Churaumi Kara no Nengajō                      | Kazuya Morita             | Fuji TV  |                             |
| 2008 | Hitomi                                        | Teppei Okamoto            | NHK      | Episodios 14, 15, y 19 a 23 |
| 2010 | Kagerō no Tsuji Inemuri Iwane Edo Zōshi       | Kotaro Shitara            | NHK      |                             |
| 2010 | Peacemaker Kurogane                           | Ichimura Tetsunosuke      | MBS, TBS | Principal                   |
| 2010 | Uchūken Sakusen                               | Jubu                      | TV Tokyo | Episode 10                  |
| 2011 | Ohisama                                       | Ichiro Tsutsui            | NHK      | Episodio 140                |
| 2012 | Kazoku Hakkei Nanase, Telepathy Girl's Ballad | Chuji Kiryuu              | MBS, TBS | Episodio 2                  |
| 2013 | Byakkotai: Yabure Zaru-sha-tachi              | Iinuma Sadakichi          | TV Tokyo |                             |
| 2013 | Asu no Hikari o Tsukame                       | Shota Matsui              | Fuji TV  |                             |
| 2013 | Samishī Kariudo                               | Minoru Iwanaga            | Fuji TV  |                             |
| 2014 | Koibumi Biyori                                | Ken Emoto                 | NTV      | Episodio 2                  |
| 2015 | Gakkō no Kaidan                               | Tetsuo Aburamori          | NTV      |                             |

### Películas
| Año  | Título                                                          | Papel                               | Notas     |
| ---- | --------------------------------------------------------------- | ----------------------------------- | --------- |
| 2003 | Finding Nemo                                                    | Tad                                 | Doblaje   |
| 2004 | J-Horror Theater: Kansen                                        | Kanja Shoni's kitsune-men           |           |
| 2004 | Ame Masu no Kawa                                                | Shinpei Kato (joven)                |           |
| 2004 | Godzilla: Final Wars                                            | Kenta Taguchi                       |           |
| 2005 | Zoo: Seven Rooms                                                | Satoshi                             |           |
| 2005 | Ōruweizu: San-chōme no Yūhi                                     | Junnosuke Koko                      |           |
| 2006 | Hanada Shōnen-shi Yūrei to Himitsu no Ton'neru                  | Ichiro Hanada                       | Lead role |
| 2006 | Chinzan Kachō no Nanukakan                                      | Yosuke Chinzan (secundaria)         |           |
| 2007 | Maiko Haaaan!!!                                                 | Niño de la cámara                   |           |
| 2007 | Always Zoku Sanchōme no Yūhi                                    | Junnosuke Koko                      |           |
| 2008 | Shinizokonai no Ao                                              | Masao Sasaki                        | Lead role |
| 2009 | Tsurikichi Sanpei                                               | Sanpei Mihara                       | Lead role |
| 2010 | Sakuradamon-gai no Hen                                          | Saemon Takahashiso                  |           |
| 2010 | Space Battleship Yamato                                         |                                     | Cameo     |
| 2012 | Always Sanchōme no Yūhi '64                                     | Junnosuke Koko                      |           |
| 2012 | Kamen Rider × Kamen Rider Wizard & Fourze: Movie War Ultimatum  | Saburo Kazeta/ Sanagiman / Inazuman |           |
| 2013 | Himawari: Okinawa wa Wasurenai Ano Ni Tsu no Sora o             | Ryuichi Ishimine                    |           |
| 2013 | Kamen Rider × Super Sentai × Space Sheriff: Super Hero Taisen Z | Inazuman/Sanagiman, Geki Red        | Voz       |
| 2013 | Ikenie no Dilemma                                               | Junichi Shinohara                   | Principal |
| 2014 | Sweet Poolside                                                  | Toshihiko Ota                       | Principal |
| 2014 | Ao Oni                                                          | Shun                                |           |
| 2015 | Fantastic Girls                                                 | Jun Suzuki                          |           |
| 2016 | Birthday Card                                                   |                                     |           |
| 2016 | Shimauma                                                        | Aka                                 |           |
| 2017 | Kemono Michi                                                    | Ryōta                               | Principal |
| 2018 | Chotto mate Yakyu-bu                                            | Hiroki                              | Principal |
| 2018 | Simon and Tada Takashi                                          | Takashi Tada                        | Principal |
| 2018 | Rin                                                             |                                     |           |